# Élections législatives nord-coréennes de 2003
Les élections législatives nord-coréennes de 2003 ont eu lieu le 3 août afin d'élire les 687 membres de l'Assemblée populaire suprême. Il n'y avait qu'un seul candidat par circonscription et les électeurs étaient donc invités à se prononcer pour ou contre le candidat de leur circonscription.
Selon le People's Korea, journal officiel du gouvernement nord-coréen, le taux de participation a été de 99,9 %, et 100 % des électeurs se sont prononcés en faveur des candidats sélectionnés par le Parti du travail de Corée et ses deux partis subordonnés. Toujours d'après le People's Korea, dans la circonscription où se présentait Kim Jong-il (en tant que candidat unique), le taux de participation a été de 100 % et 100 % des électeurs ont voté en sa faveur.
Les députés étaient élus pour un mandat de cinq ans, soit jusqu'en 2008, mais les élections suivantes se sont déroulées seulement le 8 mars 2009.
|                          |                                                       |      |      |        |               |
| Parti ou mouvement       | Parti ou mouvement                                    | Voix | %    | Sièges | +/-           |
|                          | Front démocratique pour la réunification de la patrie |      | 100  | 687    | en stagnation |
|                          |                                                       |      |      |        |               |
| Total                    | Total                                                 |      | 100  | 687    | en stagnation |
| Inscrits / participation | Inscrits / participation                              |      | 99,9 |        |               |